# Паршиков, Иван Агафонович
Иван Агафонович Паршиков (1893—1964) — советский партийный и государственный деятель, ректор Новочеркасского индустриального института в 1933—1934 годах.

## Биография
Родился 28 октября 1893 года в станице Нижне-Чирской Второго Донского округа Области войска Донского; отец — Агафон Николаевич был рабочим, мать — Елена Егоровна была домохозяйкой.
Окончил четыре класса местной школы, а затем пятый и шестой в Александровской гимназии города Царицына. Обучался на фармацевтическом отделении Юрьевского университета, получив специальность провизора. В 1910—1914 годах Паршиков работал фармацевтом аптеки Бушмана в родной станице.
Был участником Первой мировой войны — с июля 1914 по январь 1918 года воевал на Западном фронте рядовым в составе 20-го Донского казачьего полка 3-й Донской казачьей дивизии. После Октябрьской революции и окончания войны вернулся на родину и поступил в распоряжение окружного Военно-революционного комитета на работу по организации здравоохранения. Стал участником Гражданской войны в России — с июня 1919 по июль 1921 года находился в командном политсоставе 14-й стрелковой дивизии имени Степиня, где занимался вопросами здравоохранения. В мае 1919 года Иван Паршиков стал кандидатом, а с июня 1920 года — членом РКП(б)/КПСС. С ноября 1921 по февраль 1924 года работал в окружном исполкоме, а с февраля 1924 по апрель 1925 года был член президиума Окружного исполкома по выбору в станице Нижне-Чирской.
С апреля 1925 по март 1930 года И. А. Паршиков занимал должность управляющего Санитарного Управления в Сталинграде. С 1929 года вел работу по изучению сырьевой базы для организации химической промышленности в Нижне-Волжском крае. В декабре этого же года был откомандирован в Москву в распоряжение Всесоюзного объединения химической промышленности ВСНХ СССР («Всехимпром»), где был назначен управляющим его Северо-Кавказского отделения в Ростове-на-Дону. В ноябре 1930 года, по совместительству, Паршиков был назначен директором Новочеркасского химико-технологического института, а в январе 1931 года, в связи с ликвидацией Северо-Кавказского отделения «Всехимпрома», остался работать в должности директора института. В феврале 1933 года Иван Агафонович Паршиков возглавил объединенный Новочеркасский индустриальный институт. В связи с Постановлением ЦК ВКП(б) о Новочеркасском индустриальном институте от 6 октября 1934 года, был снят с должности директора института. В январе 1935 года он возглавил краевое отделение «Союзхимснабсбыта» в Сталинграде.
В январе 1936 года Паршиков был призван из запаса в РККА и назначен начальником 4-го отделения Санитарного отдела Уральского военного округа. С марта 1938 года был старшим военпредом Санитарного управления РККА Народного комиссариата обороны СССР. Принимал участие в Великой Отечественной и в Советско-японской войнах. С сентября 1946 года И. А. Паршиков работал инженером Главного Военно-медицинского управления Министерства обороны СССР. С апреля 1948 года был начальником учебной части военной кафедры Московского фармацевтического института, имел звание полковник медицинской службы.
Был награждён орденом Красной Звезды и медалями, в числе которых «За боевые заслуги», «За оборону Москвы», «За победу на Германией в Великой Отечественной войне 1941—1945 гг.», «За победу над Японией», «В память 800-летия Москвы».
Умер 8 января 1964 года в Москве.
С 1922 года И. А. Паршиков был женат на Мартыновой Марии Платоновне (род. 1905), у них был сын Юрий (род. 1933).